# マヌエル・オリバレス
マヌエル・オリバレス・ラペーニャ（Manuel Olivares Lapeña、1909年4月2日 - 1975年2月12日）は、スペインの元サッカー選手。ポジションはフォワード（FW）。

## 来歴
デポルティーボ・アラベスでデビューを果たし、スペインのクラブを数多く渡り歩いた。レアル・マドリードではスペインリーグ連覇に貢献し、1932-33シーズンには同クラブ初のピチーチ賞を獲得した。また、レアル・マドリード加入後47試合で50点というハイペースで得点を挙げ、このクラブ最速記録はいまだ破られていない
1943年にアルヘシラスCFで引退。
引退後は監督としてレアル・サラゴサ、エルクレスCF、レアル・ムルシア、レアル・ベティスなどの指揮を執った。

## 所属クラブ
- 1928年-1931年  デポルティーボ・アラベス
- 1931年-1934年  マドリードCF
- 1934年-1935年  ドノスティアCF
- 1935年-1936年  サラゴサCF
- 1939年-1941年  エルクレスCF
- 1941年-1942年  CDマラガ
- 1942年-1943年  アルヘシラスCF

## タイトル
- プリメーラ・ディビシオン　1931-32, 1932-33
- コパ・デル・レイ　1933-34